# Wrestling Observer Newsletter
Wrestling Observer Newsletter (WON) – newsletter poświęcony wrestlingowi i mieszanym sztukom walki założony przez Dave'a Meltzera w 1980.
W ramach newslettera funkcjonują strona internetowa, podcasty i galeria sławy Wrestling Observer Newsletter Hall of Fame. Corocznie przyznawane są także nagrody dla zawodników i promotorów wrestlingu. Charakterystyczne dla newslettera jest ocenianie walk za pomocą gwiazdek w skali od -5 do 5. Wrestling Observer Newsletter przypisuje się spopularyzowanie takiego systemu oceniania walk, choć sam Meltzer przyznaje, że wzorował się Normem Dooley, który robił to już wcześniej.
W 2008 Wrestling Observer Newsletter połączył się z newsletterem Figure Four Weekly Bryana Alvareza.

## Historia
Założycielem newslettera był Dave Meltzer, który od 1980 nagrywał walki na swoim pierwszym magnetowidzie i rozprowadzał je wśród innych fanów wraz z autorskimi reportażami i zestawieniami wyników walk. Sam otrzymywał kasety między innymi ze Stanów Środkowoatlantyckich i stanów centralnych. W 1982 postanowił na podstawie swojej działalności założyć newsletter, który nazwał Wrestling Observer Newsletter. Tytuł inspirowany był częściowo nazwą brytyjskiego tygodnika The Observer.
Według Meltzera Wrestling Observer Newsletter miał być bardzo popularny wśród ludzi związanych zawodowo z wrestlingiem. Według jego szacunków subskrybowało go 2/3 osób związanych z Jim Crockett Promotions i Mid-South Wrestling, a także między 1/2 a 1/3 osób związanych z World Wrestling Federation. W Meltzer 1986 całkowicie poświęcił się zawodowo wyłącznie prowadzeniem i rozwojem newslettera.
W latach 90. Dave Meltzer i Bryan Alvarez w ramach newslettera prowadzili podcasty, które były udostępniane telefonicznie. Linia, dzięki której można ich było posłuchać nazywała się Wrestling Observer Hotline. Między 1999, a 2001 Meltzer i Alvarez prowadzili też podcast Wrestling Observer Live za pośrednictwem portalu streamingowego eYada. Później różne podcasty zaczęły być udostępniane na oficjalnej stronie internetowej newslettera.
12 czerwca 2008 Wrestling Observer Newsletter połączył się z newsletterem Figure Four Weekly Bryana Alvareza.